# Römeroden
Der Begriff Römeroden bezeichnet die sechs Gedichte am Anfang des dritten der insgesamt vier Oden-Bücher des römischen Dichters Horaz; er wird gemeinhin erstmals nachgewiesen über Theodor Plüss’ Horazstudien von 1882.
Für die Zusammengehörigkeit dieser Texte spricht formal die Metrik: ein und dasselbe Versmaß (die sogenannte „alkäische Strophe“) für ein halbes Dutzend aufeinander folgender Gedichte findet sich in der horazischen Lyrik nur hier. Zudem lässt die Ankündigung 'bisher unerhörter Gedichte' gleich zu Beginn des dritten Oden-Buches (c. 3,1,2 f.: carmina non prius/audita) mehr als nur einen Einzeltext erwarten.
Offenbar hat bereits der spätantike Grammatiker Diomedes die „Römeroden“ als ein Gedicht gelesen bzw. gezählt; auch der wohl noch frühere Horaz-Kommentator Pomponius Porphyrio scheint in diese Richtung zu weisen. Neben Fragen nach Entstehung, Datierung und Anordnung im Werk stehen zumal Zusammenhang und Einheit des angenommenen Gedicht-Zyklus sowie der „politische“ Horaz im Fokus der neuzeitlichen Forschung.